# Tetralix
Tetralix  es un género de fanerógama con siete especies perteneciente a la subfamilia Grewioideae. 

## Especies seleccionadas
| - Tetralix brachypetalus - Tetralix cristalensis - Tetralix eriophora - Tetralix jaucoensis | - Tetralix moaensis - Tetralix nipensis - Tetralix septentrionalis |